# Orimarga (Orimarga) brevistylata
Orimarga (Orimarga) brevistylata is een tweevleugelige uit de familie steltmuggen (Limoniidae). De soort komt voor in het Oriëntaals gebied.